# Bezugsrechtshandel
Als Bezugsrechtshandel wird der börsliche oder außerbörsliche Handel mit dem Wert der Bezugsrechte verstanden, der sich bei einer Bezugsrechtsemission, also einer Kapitalerhöhung mit Bezugsrechten, aus der Differenz von Ausgabepreis der Jungen Aktien und Theoretical ex-rights price ergibt.

## Hintergründe
Während das deutsche Aktiengesetz bezüglich des Bezugsrechtshandels keinerlei Angaben macht, sind sich die Gesetzeskommentare einig, dass ein solcher sowohl innerhalb der Altaktionäre als auch zwischen bisherigen Aktionären und Dritten ohne Beschränkung möglich ist. Weder aus dem Gesellschaftsrecht noch aus dem Kapitalmarktrecht ergibt sich jedoch für eine Gesellschaft auch eine Pflicht eine Handelsmöglichkeit in einer bestimmten Qualität (z. B. einen Börsenhandel mit den Bezugsrechten) bereitzustellen. Vereinzelt wird hier lediglich über einen "faktischen Bezugsrechtsausschluss" argumentiert der sich einstelle wenn keine adäquate Handelsplattform bereitgestellt wird.
Wird ein börslicher Bezugsrechtehandel eingerichtet, so können Aktionäre, die nicht an der Kapitalerhöhung teilnehmen wollen, ihre Bezugsrechte über die Börse verkaufen. Die Bezugsrechte werden dann meist mindestens die zwei Wochen lang an der Börse gehandelt, was der gesetzliche Bezugsfrist entspricht. Damit besteht auch die Möglichkeit für neue Aktionäre sich an der AG zu beteiligen (Kosten dieser Beteiligung: Preis der jungen Aktie (= Ausgabekurs) + Bezugsverhältnis * Wert eines Bezugsrechts). Am letzten Tag des Bezugsrechthandels werden automatisch alle Bezugsrechte von den Aktionären verkauft, die an der Kapitalerhöhung nicht teilnehmen wollen.
In der Vergangenheit kam es wiederholt vor, dass ein quasi Bezugsrechtshandel auch bereits vor der eigentlichen Entstehung der jungen Aktien durch Eintragung ins Handelsregister stattfand (z. B. bei einer Kapitalerhöhung der Fried. Krupp Hüttenwerke AG und der Deutsche Lufthansa AG). Dieses war jedoch ein Handel mit schuldrechtlichen Ansprüchen, wobei der Verkäufer dann das volle Risiko für die spätere Lieferung der Aktien trug. Im Falle einer Nichteintragung oder Nichtzulassung zum Börsenhandel wäre der Verkäufer dann verpflichtet gewesen, die Aktien über den Markt eventuell sehr teuer zu erwerben, um diese dann liefern zu können.

### Bewertung von Bezugsrechten
Der Wert eines Bezugsrechtes ergibt sich aus Angebot und Nachfrage an der Börse. Jedoch kann als Orientierung der Wert des Bezugsrechtes nach folgender Formel ermittelt werden: 
{\displaystyle BR={\frac {Ka-Emk}{(BV+1)}}}

Wobei das Bezugsverhältnis wie folgt berechnet wird:
{\displaystyle BV={\frac {a}{n}}}

- BR: Wert eines Bezugsrechts
- Ka: Börsenkurs der alten Aktien
- Emk: Emissionskurs der neuen Aktien
- BV: Bezugsverhältnis
- a: Anzahl der alten Aktien
- n: Anzahl der neuen Aktien

Beispiel: Die 100.000 alten Aktien einer AG werden zu 24 € gehandelt. Bei einer Kapitalerhöhung werden 20.000 neue Aktien zu € 15 ausgegeben. Für je fünf alte Aktien gibt es eine neue Aktie (Bezugsverhältnis 5:1).
- Ka = 24
- Emk = 15
- BV = 5 : 1

{\displaystyle BR=1,5={\frac {24-15}{(5+1)}}}

Im angelsächsischen Raum (UK und USA) wird anstatt eines Bezugsverhältnisses ein Trennverhältnis genutzt. Hierbei wird pro berechtigter Aktie nicht ein Bezugsrecht eingebucht, sondern für das Recht eine neue Aktie zu beziehen. Die Berechnungsformel für den Wert des Bezugsrechtes ändert sich entsprechend.

### Alternative Berechnungsvariante
{\displaystyle BR={\frac {(Ka-Emk)\cdot n}{(a+n)}}}

- BR: Wert eines Bezugsrechts
- Ka: Börsenkurs der alten Aktien
- Emk: Emissionskurs der neuen Aktien
- a: Anzahl der alten Aktien
- n: Anzahl der neuen Aktien

{\displaystyle BR=1,5={\frac {(24-15)\cdot 20.000}{(100.000+20.000)}}}

In der Regel wird sich der Kurs des Bezugsrechtes an der Börse auf diesen Wert einpendeln. Neue Aktien werden meist zu einem niedrigeren Kurs als der derzeitige Börsenkurs der alten Aktien ausgegeben, um den Altaktionären einen Anreiz zur Teilnahme an der Kapitalerhöhung zu geben.

### Beispiel
Es gibt eine Firma mit dem Namen Test-AG, deren Grundkapital auf derzeit insgesamt 100.000 Aktien aufgeteilt ist. Die Aktien der Test-AG werden aktuell an der Börse zu einem Kurs von EUR 24,00 je Aktie gehandelt.
Herr Maier besitzt 10.000 Aktien der Test-AG und somit einen Anteil von zehn Prozent am Gesamtvolumen.
In der Hauptversammlung der Test-AG wird eine Kapitalerhöhung um 20 % durch die Ausgabe von neuen Aktien beschlossen. Das heißt, es werden 20.000 neue Aktien ausgegeben (emittiert). Es handelt sich also um eine Kapitalerhöhung im Verhältnis 5:1. Der Emissionspreis der neuen Aktien wird mit EUR 15,00 je Aktie festgelegt.
Jeder, der eine dieser neuen Aktien kaufen möchte, benötigt für den Erwerb fünf Bezugsrechte. Der rechnerische Wert eines Bezugsrechts beträgt somit EUR 1,50. 
Unser Herr Maier ist aufgrund seines Aktienbesitzes Inhaber von 10.000 Bezugsrechten. Er kann diese Bezugsrechte an der Börse verkaufen und damit abhängig von der Nachfrage nach den Bezugsrechten und dem Kurs der Aktien der Test-AG etwa EUR 15.000 erlösen oder er beteiligt sich an der Kapitalerhöhung und investiert EUR 30.000,00 in den Erwerb von 2000 der neuen Aktien.
Wenn Herr Maier an der Kapitalerhöhung in vollem Umfang teilnimmt, besitzt er schließlich 12.000 Aktien der Test-AG, was wiederum einem Anteil von zehn Prozent an den dann insgesamt vorhandenen 120.000 Aktien der Test-AG entspricht.

## Entwicklungstendenzen
Während früher bei den meisten Kapitalerhöhungen mit Bezugsrechten vom Emittenten automatisch eine börsliche Handelsplattform zur Verfügung gestellt wurde, verzichten in den letzten Jahren diese zunehmend darauf. Dies resultiert daraus, dass obgleich der Bezugsrechtshandel den Altaktionären ausschließlich Vorteile bietet, der emittierenden Gesellschaft durch die notwendige Einrichtung eines Handelssystems finanzielle und organisatorische Kosten und somit Nachteile erwachsen. Hinzu kommt in einigen Fällen, dass ein börslicher Bezugsrechtshandel Kosten für die Pflicht der Erstellung eines Wertpapierprospekts auslöst, sofern dies nicht schon früher ausgelöst wurde.